# David Martín (wielrenner, 1983)
David Martín Velasco (Torrelaguna, 8 november 1983) is een Spaans voormalig wielrenner.

## Carrière
In 2000 werd Martín nationaal kampioen tijdrijden bij de junioren, voor David Muntaner en Iñaki Lejarreta. Op het door Piotr Mazur gewonnen wereldkampioenschap werd hij zeventiende.
In 2007 werd Martín, namens Orbea-Oreka S.D.A., negentiende in zowel de Gran Premio de Llodio als de Subida a Urkiola. Een jaar later werd hij tiende in de door Levi Leipheimer gewonnen Clásica a los Puertos. In 2009 maakte Martín de overstap naar Rock Racing. Hij nam dat jaar deel aan onder meer de Ronde van Madrid en de Ronde van Chihuahua.

## Overwinningen
2000
 Spaans kampioen tijdrijden, Junioren

## Ploegen
- 2007 –  Orbea-Oreka S.D.A.
- 2008 –  Orbea-Oreka S.D.A.
- 2009 –  Rock Racing

Bahati · 
Boyd ·
Chadwick · 
Domínguez ·
Driscoll · 
Gutiérrez ·
Hamilton (tot 15/04) ·
Hernández ·
Kemps · 
Magnell ·
Mancebo ·
Martín ·
Peña ·
Rodriguez ·
Sanderson ·
Sevilla ·
Tanner ·
Vitoria ·
Williams